# 和田義直
和田 義直（わだ よしなお）は、鎌倉時代初期の武将。 

## 経歴・人物
建暦3年（1213年）、弟の義重と従兄弟の胤長と共に泉親衡の乱の企てに加担する。同年2月、企てが発覚すると、伊東祐長のもとで禁固に処されるが、父義盛の嘆願により北条義時の同意の上、弟の義重と共に赦免される。この際、胤長は赦されず、陸奥国岩瀬郡へ配流となった。この幕府の裁断に不満を持った義盛は一族を集め挙兵（和田合戦）。義直は5月3日に伊具盛重に討ち取られた。享年37。
高知県土佐郡土佐町和田には和田義直が生き延びて当地に辿り着いたという伝承がある。その伝承によると、建保4年（1216年）に讃岐国和田浜（現・香川県観音寺市豊浜町和田浜）に下向して、その地に7年住んだ後、土佐国に移住した。その地の土佐和田氏は義直の子孫を称して、戦国時代の和田義清・和田義光親子らは長宗我部氏に従った。